# Albert Renger-Patzsch

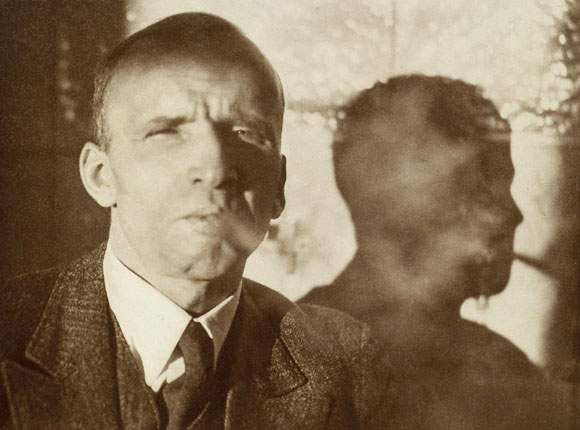
Albert Renger-Patzsch sfotografowany przez Hugo Erfurth'a.

Albert Renger-Patzsch (ur. 22 czerwca 1897, zm. 27 września 1966) był niemieckim fotografikiem związanym z ruchem Nowa Rzeczowość.
Renger-Patzsch urodził się w Würzburgu, fotografować rozpoczął w wieku 12 lat. Po odbyciu służby wojskowej w czasie I wojny światowej studiował chemię w Dreźnie. W początku lat 20. pracował jako fotograf prasowy dla Chicago Tribune. W roku 1925 wydał książkę Das Chorgestühl von Kappenberg. Jego pierwsza wystawa została zorganizowana w roku 1927.
W roku 1928 ukazała się jego druga książka - Die Welt ist schön (Świat jest piękny), która jest jego najbardziej znaną publikacją. Jest ona kolekcją stu fotografii, na których ukazano bardzo duże zbliżenia roślin i zwierząt, fragmenty przedmiotów, części budynków i urządzeń, elementy instalacji przemysłowych, jak również produkty i maszyny wytwarzane seryjnie. Wszystkie obiekty ukazane są z jasnością cechującą fotografie naukowe. Ostrość i obiektywizm fotografii jest charakterystyczny dla estetyki Nowej Rzeczowości, która rozwijała się w sztuce niemieckiej Republiki Weimarskiej.
W latach 30. Renger-Patzsch wykonywał fotografie dla przemysłu i reklamy. Jego archiwa uległy zniszczeniu podczas II wojny światowej. W roku 1944 przeniósł się do miejscowości Wamel Dorf, gdzie spędził resztę swojego życia.